# Кастелрото (Авелино)
Кастелрото је насеље у Италији у округу Авелино, региону Кампанија.
Према процени из 2011. у насељу је живело 25 становника. Насеље се налази на надморској висини од 594 м.